# رد داگ ماین، آلاسکا
رد داگ ماین (به انگلیسی: Red Dog Mine) شهرکی در بخش نورث‌وست آرکتیک، آلاسکا ایالت آلاسکا است که جمعیت آن در سرشماری سال ۲۰۰۰ میلادی ۳۲ نفر بوده‌است.